# 混同寄居蟹
混同寄居蟹（学名：Pagurus confusus）为寄居蟹科寄居蟹屬下的一个种。